# Bárbara de Santo Domingo
Bárbara de Santo Domingo O. P. (Sevilla, 7 de febrero de 1842 - ibídem, 18 de noviembre de 1872) fue una mística católica española que perteneció a la orden dominica. Su nombre secular fue Bárbara Jurado Antúnez.

## Biografía
Nació en el interior de la Giralda, pues su padre, que era campanero, ocupaba una habitación en la citada torre, por este motivo es conocida como Hija de la Giralda. Su padre, Casimiro, era de Sevilla y su madre, María Josefa, era de Guadalcanal. Fue bautizada el 9 de febrero de 1842 en la catedral de Sevilla. El 6 de junio de 1853 su hermano mayor, José, que tenía 13 años, falleció accidentalmente, al precipitarse desde la torre mientras repicaban las campanas, por estarse celebrando la octava de San Fernando.
En su adolescencia, se costeó con labores de costura clases de canto gregoriano y de órgano, estas últimas impartidas por el organista de la catedral Manuel Sanclemente.
Intentó usar sus conocimientos musicales para entrar en el convento de las capuchinas pero estas monjas no usaban música en el coro y Bárbara no tenía la dote para entrar, que entonces era de 12 000 reales.
En julio de 1859, con 17 años, y gracias al canónigo José Modoro, entró como organista en el Convento de Madre de Dios,. de monjas dominicas, situado en la calle San José de Sevilla. Tras seis meses como postulante, inició el noviciado el 15 de enero de 1860. Profesó como monja el 3 de febrero de 1861. En el convento, continuó tocando el órgano. Entre 1861 y 1866 sufrirá una gran cantidad de enfermedades, la mayoría desconocidas para la época.
En 1866, siendo monja del Convento de Madre de Dios, conoció al sacerdote José Torres Padilla, se sintió comprendida por él y lo escogió como su confesor y director espiritual. Torres Padilla también se relacionó con otras monjas con fama de santidad, como la mercedaria descalza conocida como Madre Sacramento, la cisterciense Ángela de Jesús y santa Ángela de la Cruz, fundadora de las Hermanas de la Cruz.
Se sometía a mortificación física con cilicios y otros elementos. También practicaba ayunos prolongados.
Debido a la Revolución de 1868, el 13 de octubre de ese año el convento fue exclaustrado y las dominicas fueron llevadas al Monasterio de San Clemente, de monjas cistercienses. En San Clemente, las dos comunidades, cistercienses y dominicas, llevaron cada una su propia vida religiosa, asumiendo cada una sus propios gastos y ayudando en aquellos comunes. En este convento, sor Bárbara convivió con la cisterciense Ángela de Jesús, con la que se sintió muy comprendida.
A partir de 1871 empezó a tener visiones religiosas. Escribió sobre sus visiones del Sagrado Corazón de Jesús, la Virgen María y el Niño Jesús. También tuvo otro tipo de experiencias que consideró sobrenaturales. Por ejemplo, el 4 de diciembre de 1871 escribió que en los días que solamente tomaba pan, había experimentado en tres ocasiones que el pan sabía dulce, cuando no tenía nada de azúcar. El 29 de diciembre de 1871 escribió sobre su desposorio místico:

Después de haber recibido a mi Dios sacramentado, vi Nuestro Señor que venía hacia mí con una cadena que traía, prendió mi corazón con una punta de la cadena y la otra la llevó y la unió con su divino corazón y me dijo: "Hija esto lo hago para que estés tan unida a mi voluntad en todo, que no tengas más querer que el mío y seas una cosa conmigo".

También escribió sobre visiones de demonios y del Infierno.

## Muerte y sepultura
Murió el 18 de noviembre de 1872. Su cuerpo quedó incorrupto durante ocho días. Le sacaron una fotografía al cadáver al cuarto día de su muerte, que años después sirvió para que Virgilio Mattoni realizase un retrato. Una de las personas que veló el cadáver de sor Bárbara fue santa Ángela de la Cruz. Fue sepultada en el Monasterio de San Clemente.
En su lápida mortuoria se grabó lo siguiente:

Aquí yace el cuerpo de la sierva de Dios Sor Bárbara de Santo Domingo Jurado y Antúnez, religiosa dominica del extinguido Convento de Madre de Dios. Por su admirable perfección de vida, singularísimas virtudes que constantemente practicó, gracias extraordinarias con que nuestro Señor la favoreció, y por la incorrupción de su cadáver por espacio de ocho días, terminó su peregrinación de esta vida terrestre en grande olor de santidad el día 18 de noviembre de 1872, a los 30 años de su edad. E. G. E.

El 11 de febrero de 1876 el Convento de Madre de Dios fue devuelto a las dominicas que, tras unas obras de restauración, se trasladaron al mismo el 1 de agosto de 1877. El 16 de noviembre de 1877 se trasladaron los restos de sor Bárbara del Monasterio de San Clemente a la iglesia del Convento de Madre de Dios. El 21 de noviembre de ese año recibió sepultura en un altar del coro.

## Libro de José Antonio Ortiz Urruela
Entre febrero de 1873 y 1874 el teólogo guatemalteco José Antonio Ortiz Urruela escribió la primera biografía de esta monja, titulada Vida de la sierva de Dios sor Bárbara de Santo Domingo, que fue publicada de forma póstuma en Sevilla en 1888 por el canónigo Francisco Mateos Gago.

## Proceso de beatificación
El arzobispo de Sevilla Ceferino González y Díaz Tuñón, cardenal dominico, abrió el proceso de beatificación de sor Bárbara el 18 de enero de 1889. La renuncia del arzobispo por enfermedad ese mismo año hizo que el proceso de detuviese. En el año 1900 el arzobispo Marcelo Spínola reactivó el proceso, pero este se archivó. El 19 de abril de 1920 el arzobispo cardenal Enrique Almaraz y Santos reanudó el proceso, pero este volvió a cerrarse sin llegar a nada. El 17 de abril de 2001 el arzobispo Carlos Amigo Vallejo abrió de nuevo un proceso de beatificación sin resultados. En ninguna de estas ocasiones, el caso llegó al Vaticano.